# جرج دئوسپ
جرج دئوسپ (انگلیسی: George Dewsnip؛ زادهٔ ۶ مهٔ ۱۹۵۶) بازیکن فوتبال اهل بریتانیا است.
از باشگاه‌هایی که در آن بازی کرده‌است می‌توان به باشگاه فوتبال ساوتپورت اشاره کرد.